# Liste der Nummer-eins-Hits in Spanien (1977)
Diese Liste enthält alle Nummer-eins-Hits in Spanien im Jahr 1977. Es gab in jenem Jahr 18 Nummer-eins-Singles.

| | Liste der Nummer-eins-Hits in Spanien | Liste der Nummer-eins-Hits in Spanien   | Liste der Nummer-eins-Hits in Spanien                                            | 1978 →                    |
| \| Zeitraum \| Wo. ges. \| Interpret \| Titel Autor(en) \| Zusätzliche Informationen \| \| (Zeitraum, Wochen auf Platz eins, Interpret, Titel, Autor[en], zusätzliche Informationen) \| \| \| \| \| \| ----------------------------------------------------------------------------------------- \| -------- \| --------------------------------------- \| -------------------------------------------------------------------------------- \| ------------------------- \| \| 13. Dezember 1976 – 9. Januar 1977 4 Wochen \| 4 \| Jarcha \| Libertad Sin Ira \| – \| \| 10. Januar 1977 – 30. Januar 1977 3 Wochen \| 3 \| Oliver Onions \| Sandokan \| – \| \| 31. Januar 1977 – 13. Februar 1977 2 Wochen \| 2 \| Elton John & Kiki Dee \| Don’t Go Breaking My Heart Ann Orson (Elton John), Carte Blanche (Bernie Taupin) \| – \| \| 14. Februar 1977 – 20. Februar 1977 1 Woche \| 1 \| Ritchie Family \| The Best Disco in Town \| – \| \| 21. Februar 1977 – 10. April 1977 7 Wochen \| 7 \| Boney M. \| Daddy Cool Frank Farian, George Reyam \| – \| \| 11. April 1977 – 24. April 1977 2 Wochen \| 2 \| Chicago \| If You Leave Me Now Peter Cetera \| – \| \| 25. April 1977 – 12. Juni 1977 7 Wochen \| 7 \| Pablo Abraira \| Gavilán o Paloma \| – \| \| 13. Juni 1977 – 24. Juli 1977 6 Wochen (insgesamt 7) \| 7 \| Miguel Bosé \| Linda \| – \| \| 25. Juli 1977 – 7. August 1977 2 Wochen \| 2 \| Raffaella Carrá \| Fiesta \| – \| \| 8. August 1977 – 14. August 1977 1 Woche (insgesamt 7) \| 7 \| Miguel Bosé \| Linda \| – \| \| 15. August 1977 – 18. September 1977 5 Wochen \| 5 \| Manhattan Transfer \| Speak Up Mambo (Cuéntame) \| – \| \| 19. September 1977 – 2. Oktober 1977 2 Wochen (insgesamt 3) \| 3 \| Carlos Mejía Godoy y los de Palacagüina \| Son Tus Perjúmenes, Mujer \| – \| \| 3. Oktober 1977 – 9. Oktober 1977 1 Woche (insgesamt 9) \| 9 \| Laurent Voulzy \| Rockollection Alain Souchon \| – \| \| 10. Oktober 1977 – 16. Oktober 1977 1 Woche (insgesamt 3) \| 3 \| Carlos Mejía Godoy y los de Palacagüina \| Son Tus Perjúmenes, Mujer \| – \| \| 17. Oktober 1977 – 11. Dezember 1977 8 Wochen (insgesamt 9) \| 9 \| Laurent Voulzy \| Rockollection Alain Souchon \| – \| \| 12. Dezember 1977 – 18. Dezember 1977 1 Woche (insgesamt 2) \| 2 \| Jean Michel Jarre \| Oxygène (Part 4) \| – \| \| 19. Dezember 1977 – 25. Dezember 1977 1 Woche \| 1 \| Boney M. \| Belfast Farian, Reyam, Jay \| – \| \| 26. Dezember 1977 – 1. Januar 1978 1 Woche (insgesamt 2) \| 2 \| Jean Michel Jarre \| Oxygène (Part 4) \| – \| |                                       |                                         |                                                                                  |                           |
| |                                       |                                         |                                                                                  | → 1978 →                  |
| Zeitraum | Wo. ges.                              | Interpret                               | Titel Autor(en)                                                                  | Zusätzliche Informationen |
| (Zeitraum, Wochen auf Platz eins, Interpret, Titel, Autor[en], zusätzliche Informationen) |                                       |                                         |                                                                                  |                           |
| 13. Dezember 1976 – 9. Januar 1977 4 Wochen | 4                                     | Jarcha                                  | Libertad Sin Ira                                                                 | –                         |
| 10. Januar 1977 – 30. Januar 1977 3 Wochen | 3                                     | Oliver Onions                           | Sandokan                                                                         | –                         |
| 31. Januar 1977 – 13. Februar 1977 2 Wochen | 2                                     | Elton John & Kiki Dee                   | Don’t Go Breaking My Heart Ann Orson (Elton John), Carte Blanche (Bernie Taupin) | –                         |
| 14. Februar 1977 – 20. Februar 1977 1 Woche | 1                                     | Ritchie Family                          | The Best Disco in Town                                                           | –                         |
| 21. Februar 1977 – 10. April 1977 7 Wochen | 7                                     | Boney M.                                | Daddy Cool Frank Farian, George Reyam                                            | –                         |
| 11. April 1977 – 24. April 1977 2 Wochen | 2                                     | Chicago                                 | If You Leave Me Now Peter Cetera                                                 | –                         |
| 25. April 1977 – 12. Juni 1977 7 Wochen | 7                                     | Pablo Abraira                           | Gavilán o Paloma                                                                 | –                         |
| 13. Juni 1977 – 24. Juli 1977 6 Wochen (insgesamt 7) | 7                                     | Miguel Bosé                             | Linda                                                                            | –                         |
| 25. Juli 1977 – 7. August 1977 2 Wochen | 2                                     | Raffaella Carrá                         | Fiesta                                                                           | –                         |
| 8. August 1977 – 14. August 1977 1 Woche (insgesamt 7) | 7                                     | Miguel Bosé                             | Linda                                                                            | –                         |
| 15. August 1977 – 18. September 1977 5 Wochen | 5                                     | Manhattan Transfer                      | Speak Up Mambo (Cuéntame)                                                        | –                         |
| 19. September 1977 – 2. Oktober 1977 2 Wochen (insgesamt 3) | 3                                     | Carlos Mejía Godoy y los de Palacagüina | Son Tus Perjúmenes, Mujer                                                        | –                         |
| 3. Oktober 1977 – 9. Oktober 1977 1 Woche (insgesamt 9) | 9                                     | Laurent Voulzy                          | Rockollection Alain Souchon                                                      | –                         |
| 10. Oktober 1977 – 16. Oktober 1977 1 Woche (insgesamt 3) | 3                                     | Carlos Mejía Godoy y los de Palacagüina | Son Tus Perjúmenes, Mujer                                                        | –                         |
| 17. Oktober 1977 – 11. Dezember 1977 8 Wochen (insgesamt 9) | 9                                     | Laurent Voulzy                          | Rockollection Alain Souchon                                                      | –                         |
| 12. Dezember 1977 – 18. Dezember 1977 1 Woche (insgesamt 2) | 2                                     | Jean Michel Jarre                       | Oxygène (Part 4)                                                                 | –                         |
| 19. Dezember 1977 – 25. Dezember 1977 1 Woche | 1                                     | Boney M.                                | Belfast Farian, Reyam, Jay                                                       | –                         |
| 26. Dezember 1977 – 1. Januar 1978 1 Woche (insgesamt 2) | 2                                     | Jean Michel Jarre                       | Oxygène (Part 4)                                                                 | –                         |

Siehe auch: Nummer-eins-Hits 1977 in  Australien, Belgien, Deutschland, Finnland, Frankreich, Irland, Italien, Japan, Kanada, Neuseeland, den Niederlanden, Norwegen, Österreich, Schweden, der Schweiz, den Vereinigten Staaten und im Vereinigten Königreich.